# Блоттинг
Блоттинг (от англ. Blot) — общее название методов молекулярной биологии по переносу определённых белков или нуклеиновых кислот из раствора, содержащего множество других молекул, на какой-либо носитель (мембрану из нитроцеллюлозы, PVDF или нейлона) в целях последующего анализа. В одних случаях молекулы предварительно подвергаются гель-электрофорезу, в других — переносятся непосредственно на мембрану. После блоттинга молекулы визуализируются посредством различных методов:
- Окрашивание (например, окрашивание белков серебром).
- Авторадиографическая визуализация.
- Специфическое маркирование с помощью иммунохимических методов или гибридизации.

## Классификация
Классификация методов по изучаемому веществу:
- Саузерн-блоттинг (англ. Southern blot) — определение последовательности ДНК в образце.
- Соузвестерн-блоттинг (англ. Southwestern blot) — определение белков, связанных с ДНК.
- Нозерн-блоттинг (англ. Northern blot) — определение последовательности РНК в образце.
- Вестерн-блоттинг (англ. Western blot) — определение специфичных белков в образце.
- Истерн-блоттинг (англ. Eastern blotting) — определение посттрансляционных модификаций белков.

## Именование методов
Метод Саузерн-блоттинг назван в честь автора метода Эдвина Саузерна. Остальные названия сначала неофициально были даны по аналогии (фамилию можно перевести как «южный»), затем получили официальный статус. В отличие от остальных название «Саузерн-блоттинг» пишется с заглавной буквы.